# Multiplexação por divisão de tempo

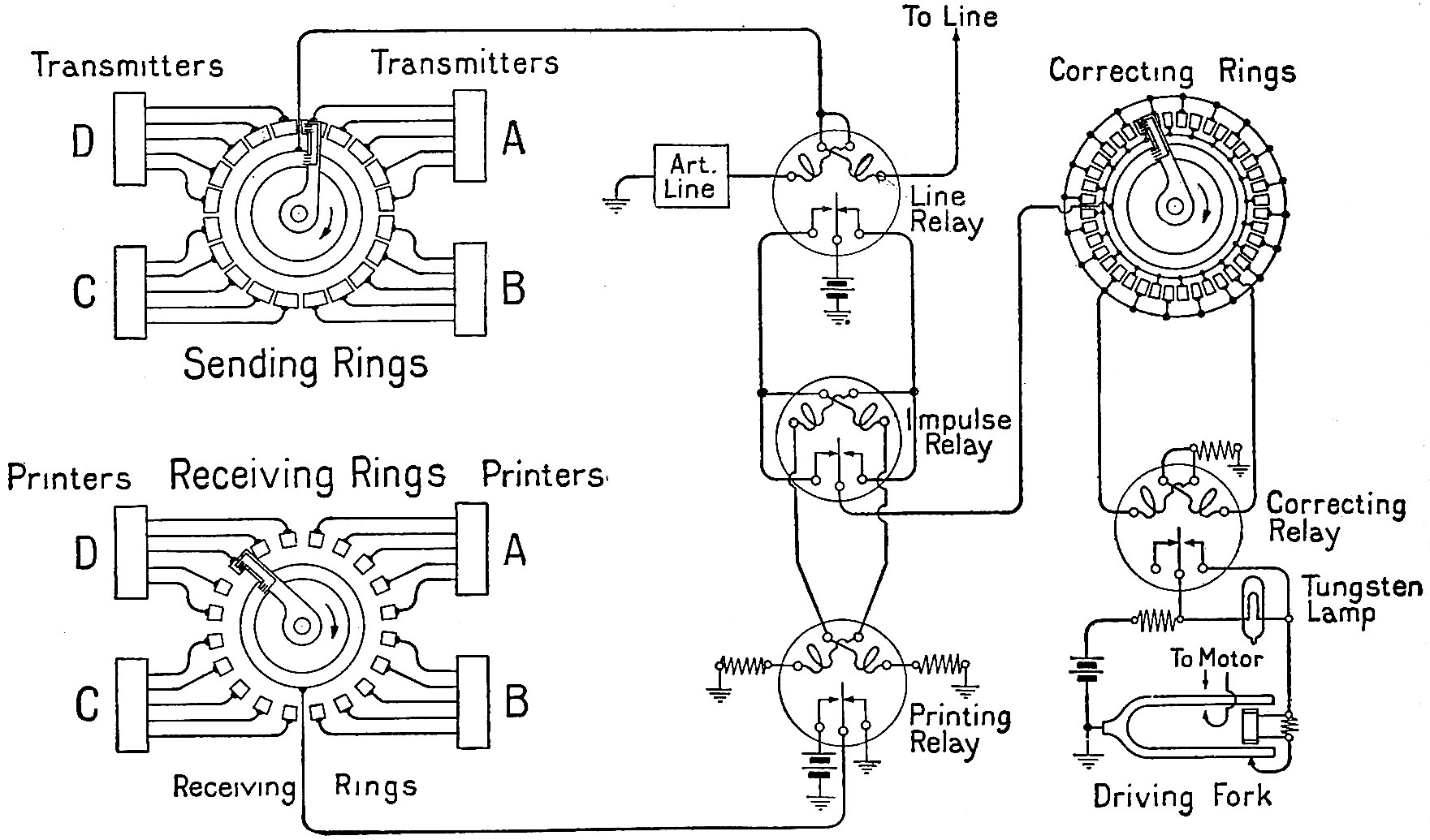
Telegráfico multiplexador, da Enciclopédia Britânica de 1922

Multiplexação por divisão de tempo (do inglês Time Division Multiplexing - TDM) é um tipo de multiplexação que permite transmitir simultaneamente vários sinais, dentro do mesmo espaço físico (meio de transmissão), onde cada sinal (canal de comunicação), possui um tempo próprio e definido de uso da banda para transmissão. Foi criado pela telecomunicação para a telegrafia no século XIX.